# 大溪溪洲福山巖
24°49′41″N 121°15′50″E / 24.827920°N 121.263946°E
大溪溪洲福山巖，常稱溪洲福山巖，廟宇名冊登記名為福山巖，是位於台灣桃園市大溪區義和里的百年廟宇，為大溪溪洲地區的信仰中心。

## 概要
立廟宇創建於清嘉慶11年（1806年），由在地居民楊石秀為主奉祀清水祖師。1950年代溪州福山巖曾組義和團，團內陣頭包含臺灣獅（北部獅）及北管，獅陣於1960年代左右解散，之後北管組改組為「福山社」，為福山巖所屬北管陣頭，用以滿足廟方慶典、進香、及當地居民婚喪喜慶等需求。2001年起陸續組裝康、趙將軍（大仙尪）、清水祖師駕前張、黃、蘇、李四將軍，以及千里眼、順風耳、龜蛇將軍等。2003年在大有社邀請下加入遶境隊伍，2006年正式以福山巖名義參與遶境。

## 奉祀神明
主祀清水祖師清水祖師，從祀張、黃、蘇、李四將軍，陪祀觀世音菩薩、天上聖母、玄天上帝、福德正神、太歲星君。

## 祭祀活動
- 農曆正月初六賽神豬[4]
- 農曆6月24日關聖帝君聖誕遶境[5]。

## 逸聞
2017年，迎關聖帝君聖誕慶典暨遶境儀式前夕，桃園大溪有民眾晚間開車行經附近，在路口看見一尊千里眼神將，民眾將畫面傳上臉書社團，當地民眾見文解釋為神將班在練體力。